# Louit
Louit é uma comuna francesa na região administrativa da Occitânia, no departamento dos Altos Pirenéus. Estende-se por uma área de 5.04 km², e possui 192 habitantes, segundo o censo de 2018, com uma densidade de 38 hab/km².